# Gornja Čemernica
Gornja Čemernica is een plaats in de gemeente Gvozd in de Kroatische provincie Sisak-Moslavina. De plaats telt 232 inwoners (2001).